# Öznurtepe, Gazipaşa
Öznurtepe là một xã thuộc huyện Gazipaşa, tỉnh Antalya, Thổ Nhĩ Kỳ. Dân số thời điểm năm 2011 là 136 người.